# Sandnes
Sandnesⓘ ist eine Stadt und Kommune im Fylke Rogaland in Norwegen. Sandnes ist eine der bevölkerungsreichsten Kommunen Norwegens mit 84.908 Einwohnern (1. Januar 2025).

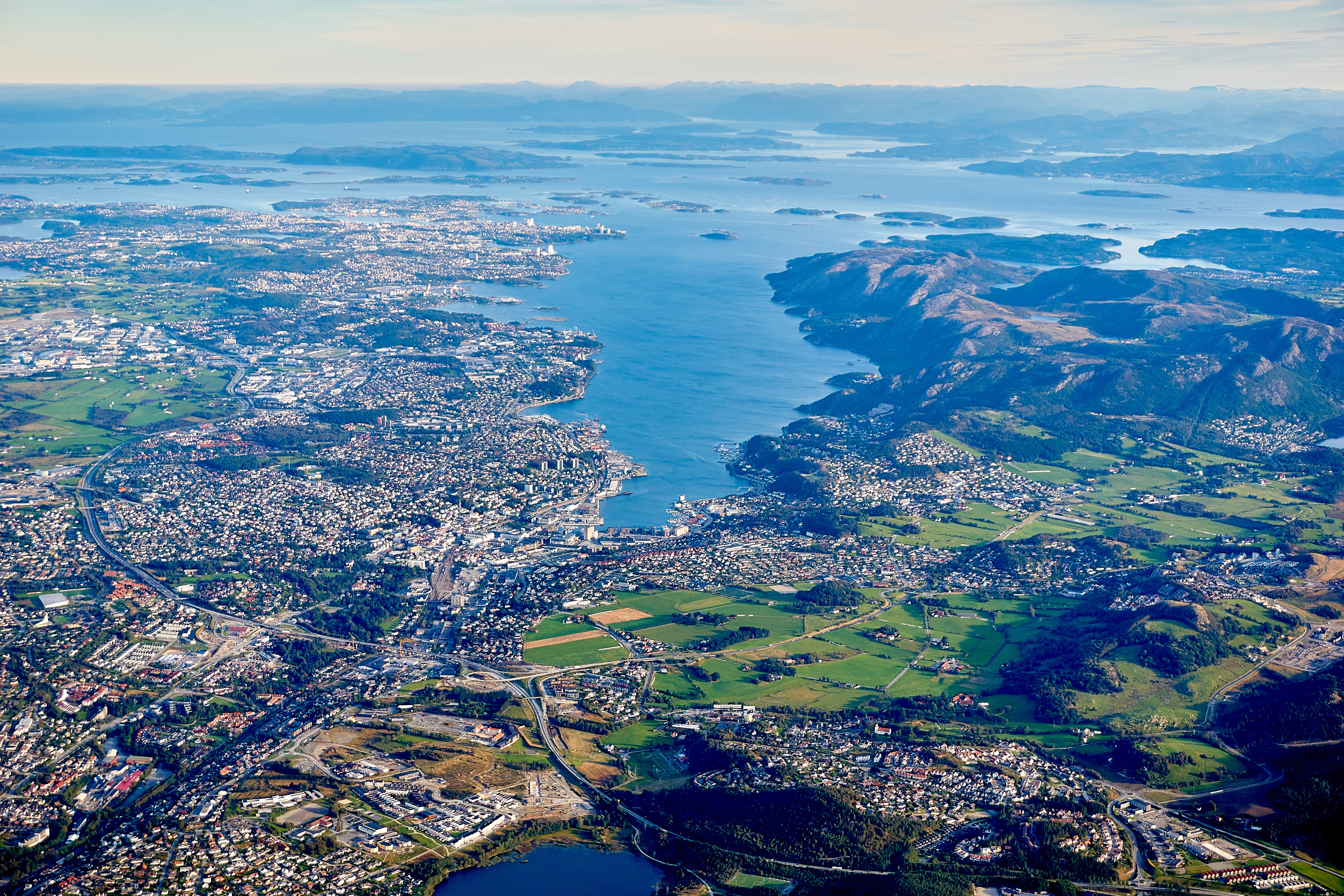
Sandnes

Die Stadt Sandnes wurde 1860 gegründet und war lange Zeit identisch mit der Kommune Sandnes. 1965 wurde aber Sandnes durch Zusammenschluss mit den Landkommunen Høyland, Hetland und Høle erweitert. Damals war Sandnes wegen der großen Tonvorkommen in der Gegend als Norwegens „Töpferstadt“ bekannt. Ein Töpfereimuseum erinnert an diese Zeit. Ebenso gibt es ein Fahrradmuseum wegen des Status als Norwegens Fahrradstadt.
Sandnes hat seine Bedeutung vor allem als Verkehrsknotenpunkt und als Handels- und Industriestadt. Sandnes Ulf ist der Fußballverein der Stadt.
Zum 1. Januar 2020 wurde die Kommune Forsand in die Gemeinde Sandnes eingegliedert.

## Geografie und Verkehr
Die Stadt Sandnes liegt 15 km südlich von Stavanger und die zwei Städte haben sich so weit ausgedehnt, dass sie fast eine Zwillingsstadt ausmachen. Die Kommune Sola liegt im Westen, Klepp, Time und Gjesdal im Süden, das Fylke Agder im Osten sowie Hjelmeland, Strand und Stavanger im Norden. Der Fjord Gandsfjorden schneidet sich in Nord-Süd-Richtung bis zur Stadtmitte in Sandnes ein, wo es einen Hafen gibt. Südlich der Stadtmitte läuft die Gandsfjorden-Niederung weiter Richtung Süden, in der Form des dichtbevölkerten Tals Ganddalen. Der Ostteil der Gemeinde ist durch den Høgsfjord vom Westen getrennt. Der Lysefjord reicht weit in den Osten des Gemeindegebiets hinein.
Die Eisenbahnlinie Oslo-Stavanger folgt auch diesem Tal, mit einem Bahnhof in Sandnes, bevor sie weiter an der Westküste des Gandsfjordes nach Stavanger führt. Auch die Europastraße 39, teilweise als Autobahn ausgebaut, führt von Südosten durch Sandnes Richtung Stavanger. Die Reichsstraße 44 folgt der Eisenbahntrasse und verbindet Sandnes mit der Landschaft Jæren im Süden, während die Reichsstraße 13 ostwärts nach Ryfylke führt. Eine Fähre über den Høgsfjord verbindet hierbei Sandnes mit Forsand. In der westlichen Nachbarkommune Sola liegt der Flughafen von Stavanger.
Westlich der Linie Gandsfjord-Stadtmitte-Ganddalen liegt der kleinere, flache Teil der Kommune. Dieser Teil ist geografisch ein Teil der Landschaft Jæren und ist von intensiver Landwirtschaft geprägt. Östlich dieser Linie ist die Landschaft sehr hügelig, mit vielen kleinen Tälern, Seen, Fjordbuchten, Inseln und Sommerhäusern. Dieser Teil der Kommune ist geografisch eher ein Teil der Landschaft Ryfylke. Entlang der Ostseite des Gandsfjords steht eine Bergkette mit dem 323 m hohen Hausberg der Stadt, Dalsnuten. Der höchste Berg der Kommune, Bynuten, 672 m hoch, befindet sich im Südosten der Kommune.
Die Stadtmitte selbst besteht meistens aus relativ niedrigen Geschäftsgebäuden aus den letzten 50 Jahren.

### Stadtteile
Die Sandnes Kommune bestand bis 2020 aus 13 Stadtteilen. Die Stadtteile hatten zum 1. Januar 2012  folgende Einwohnerzahlen:
| Lura              | 8 198 Einwohner |
| Trones og Sentrum | 7 608 Einwohner |
| Stangeland        | 7 460 Einwohner |
| Malmheim og Soma  | 1 556 Einwohner |
| Sandved           | 5 337 Einwohner |
| Ganddal           | 6 431 Einwohner |
| Figgjo            | 1 901 Einwohner |
| Austrått          | 7 719 Einwohner |
| Bogafjell         | 4 874 Einwohner |
| Sviland           | 1 008 Einwohner |
| Hana              | 7 775 Einwohner |
| Høle              | 1 010 Einwohner |
| Riska             | 6 786 Einwohner |
| nicht zugeordnet  | 151 Einwohner   |

## Wirtschaft
Sandnes bietet gute Einkaufsmöglichkeiten in Form einer Reihe von Fachgeschäften aller Arten und wird von den Nachbarkommunen als Einkaufsort benutzt. Sowohl die längste Fußgängereinkaufsstraße Norwegens, Langgata (Lange Straße), in der Stadtmitte als auch das größte Einkaufszentrum Norwegens, Kvadrat, im nördlichen Stadtteil Lura, befinden sich in Sandnes.
Sandnes ist als Norwegens Fahrradstadt bekannt. Der Fahrradhersteller Øglænd DBS (gegründet 1892) stellte hier mehr als 100 Jahre lang seine Fahrräder her. Seit 2000 werden die DBS-Fahrräder außerhalb von Norwegen produziert, aber Sandes hat noch ein Fahrradmuseum und viele Radfahrrouten für Alltagsradfahrer und Touristen.
Die Stadt beherbergt Industrie, die überwiegend in dem südlichen Stadtteil Ganddalen sowie in Lura und Forus im Norden an der Grenze zu Stavanger angesiedelt ist. Bedeutend für die Region ist die Ölindustrie. Einige IT-Firmen haben in der Kommune ihren Sitz. Im südlichen Stadtteil Figgjo liegt der gleichnamige Porzellanhersteller Figgjo.
Ein Baudenkmal ist das Alte Rathaus mit Kino, das 1938–1941 nach Plänen von Gustav Helland und Sverre Brandsberg-Dahl erbaut wurde. Es soll als Kunsthaus in den nächsten Jahren umgebaut werden. Sandnes hat auch ein Gymnasium, Berufsschulen und ein großes Kulturhaus. Dieses wurde im Jahr 2008 benutzt, als Stavanger die Europäische Kulturhauptstadt wurde und Sandnes ebenfalls teilgehabt hat.

## Persönlichkeiten
- Sigurd Asserson (1882–1937), Jurist und Direktor des norwegischen Fischereidirektorats
- Aaslaug Aasland (1890–1962), Juristin und Politikerin
- Sigrid Stray (1893–1978), Juristin und Frauenrechtsaktivistin
- Julie Ege (1943–2008), Filmschauspielerin
- Erik Johan Sæbø (* 1964), Radrennfahrer
- Charles Tjessem (* 1971), Koch
- Thomas Dybdahl (* 1979), Musiker
- Gry Tofte Ims (* 1986), Fußballspielerin
- Annette Obrestad (* 1988), Pokerspielerin und Webvideoproduzentin
- Henrik Ingebrigtsen (* 1991), Leichtathlet
- Filip Ingebrigtsen (* 1993), Leichtathlet
- Jakob Ingebrigtsen (* 2000), Leichtathlet
- Per Strand Hagenes (* 2003), Radrennfahrer
- Nora Haugen (* 2003), Leichtathletin
- Roger „Nattefrost“ Rasmussen, Sänger der Black-Metal-Band Carpathian Forest